# Żuchwienie
Żuchwienie (Broscinae) – podrodzina chrząszczy z podrzędu drapieżnych i rodziny biegaczowatych.

## Zasięg
Przedstawiciele podrodziny występują we wszystkich krainach zoogeograficznych z wyjątkiem etiopskiej. Największą różnorodność osiągają w krainie australijskiej. W Polsce stwierdzono tylko dwa gatunki, żuchwienia głowacza i Miscodera arctica.

## Taksonomia
Takson ten wprowadzony został w 1838 roku przez Frederica Williama Hope’a. Wyróżnia się w jego obrębie pojedyncze plemię Broscini, podzielone na pięć podplemion, obejmujących 340 opisanych gatunków sklasyfikowanych w 37 rodzajach:
- podplemię: Axonyina Roig-Juñent, 2000
  - Axonya Andrewes, 1923
  - Broscodes Bolivar, 1914
  - Rawlinsius Davidson & Ball, 1998
- podplemię: Barypina Jeannel, 1941
  - Baripus Dejean, 1828
  - Bembidiomorphum Champion, 1918
- podplemię: Broscina Hope, 1838
  - Broscodera Lindroth, 1961
  - Broscosoma Rosenhauer, 1846
  - Broscus Panzer, 1813 – żuchwień
  - Chaetobroscus Semenov, 1900
  - Craspedonotus Schaum, 1863
  - Ebertius Jedlička, 1965
  - Eobroscus Kruizhanovskií, 1951
  - Kashmirobroscus Schmidt, Wrase & Sciaky, 2013
  - Miscodera Eschscholtz, 1830
  - Zacotus Leconte, 1869
- podplemię: Creobiina Jeannel, 1941
  - Adotela Laporte de Castelnau, 1867
  - Bountya Townsend, 1971
  - Brithysternum Macleay, 1873
  - Cascellius Curtis, 1839
  - Cerotalis Laporte de Castelnau, 1868
  - Creobius Guérin-Méneville, 1838
  - Gnathoxys Westwood, 1842
  - Nothocascellius Roig-Juñent, 1995
  - Parroa Laporte de Castelnau, 1868
  - Promecoderus Dejean, 1829
- podplemię: Nothobroscina Roig-Juñent, 2000
  - Brullea Laporte de Castelnau, 1868
  - Chylnus Sloane, 1920
  - Diglymma Sharp, 1886
  - Eurylychnus Bates, 1891
  - Mecodema Blanchard, 1853
  - Metaglymma Bates, 1867
  - Monteremita Seldon & Holwell, 2019
  - Nothobroscus Roig-Juñent & Ball, 1995
  - Oregus Putzeys, 1868
  - Orthoglymma Liebherr et al., 2011
  - Percolestus Sloane, 1892
  - Percosoma Schaum, 1858